# 大阪市における特別区の設置についての投票
大阪市における特別区の設置についての投票（おおさかしにおけるとくべつくのせっちについてのとうひょう）は、2015年5月17日に大阪市で投開票が行われた住民投票である。
政令指定都市である大阪市を廃止し5つの特別区を設置する、所謂大阪都構想の実現の是非を問うたが、反対票が賛成票を上回り特別区の設置は否決された。

## 概要
橋下徹大阪市長を中心とする大阪維新の会（維新）が実現を目指して掲げている構想である「大阪都構想」の賛否を問う住民投票。この都構想案は2017年4月に今の大阪市を廃止して、現在ある24の行政区を「北区」「湾岸区」「東区」「南区」「中央区」の5つの特別区に再編、大阪市長ならびに大阪市議会を廃止し、各特別区に区長・区議会を設置。大阪市の仕事のうち教育や福祉などを特別区に、都市計画やインフラ整備といった広域行政を府に移すと定めている。
大阪市選挙管理委員会は2015年3月20日、住民投票の日程を同年4月27日告示、5月17日投開票と決めた。3年前に成立した大都市地域における特別区の設置に関する法律（大都市地域特別区設置法）に基づいて、政令指定都市の廃止を問う全国初の住民投票となった。
住民投票の対象は特別区の設置エリアである大阪市内で、4月27日時点で有権者数は214万786人。大都市地域特別区設置法に基づき、投票率に関係なく結果は法的拘束力を持つ。法的拘束力のある住民投票としては、日本政治史上最大級の住民投票となった。
賛否の呼びかけには公職選挙法が準用されるが、活動費用やビラ、ポスターの種類や枚数などには制限がなく、街頭運動も投開票の当日まで可能。通常の選挙における選挙公報に代わって「投票公報」が発行され、市議会における賛成派、反対派の議員数に応じて紙面が配分され、各世帯に配布された。反対する4会派（公明・自民・民主系・共産）は共同で紙面を作成した。
投票率に関係なく投票結果は成立し、有効投票のうち賛成票が反対票を1票でも上回れば、大阪市の廃止ならびに5つの特別区の設置が決まる。
住民投票で都構想が否決された場合、橋下は同年12月の大阪市長任期の満了と共に政界から引退する意向を示しており、5月17日の住民投票で都構想が僅差で否決されたことを受け、記者会見で改めて引退を発表した（詳しくは後述）。

## 投票前
投票日前に日本経済新聞社とテレビ大阪（TVO）が、大阪市内の有権者を対象に実施した世論調査 で、「大阪都構想」について、賛成41％、反対39％と拮抗、「どちらともいえない」と「いえない・わからない」を合わせると20％。住民投票に「必ず行く」「なるべく行く」とした人は計97％に達した。
一方、朝日新聞社と朝日放送（ABC）の世論調査 では、「賛成」の33%を「反対」の43%が上回った。17日の住民投票に行く可能性が高い層でも「反対」がやや上回っている。なお、賛否を明らかにしていない「その他・答えない」が24%。また、共同通信社、毎日新聞社、毎日放送（MBS）、産経新聞社、関西テレビ（カンテレ）の合同世論調査 では、賛成は36.7%、反対は47.5%と反対が大きく上回った。読売新聞社と読売テレビ（YTV）の世論調査 でも反対50%が賛成34%を大きく引き離すなど、各マスコミの間で大きく割れる結果となった。

## 住民投票データ

### 選挙日程
- 告示日：2015年4月27日
- 投票日：2015年5月17日（即日開票）

なお、不在者投票は2015年4月28日より開始。

### キャッチコピー
自分のまちのことやから、自分で決めなアカン。選挙管理委員会
CHANGE OSAKA! 5.17賛成派
We Say NO! 5.17 Osaka反対派

### 各政党のスタンス
- 賛成派：大阪維新の会（維新の党）
- 反対派：自由民主党大阪府支部連合会、公明党大阪府本部、民主党大阪府総支部連合会、日本共産党大阪府委員会、社会民主党大阪府連合

## 投票結果
| 大阪市特別区設置住民投票   | 大阪市特別区設置住民投票 | 大阪市特別区設置住民投票 |
| 賛 否                      | 得票数                   | 得票率                   |
| -------------------------- | ------------------------ | ------------------------ |
| 反対                       | 705,585                  | 50.38%                   |
| 賛成                       | 694,844                  | 49.62%                   |
| 総計                       | 1,400,429                | 100.0%                   |
| 有効票数（有効率）         | 1,400,429                | 99.60%                   |
| 無効票数（無効率）         | 5,655                    | 0.40%                    |
| 投票者数（投票率）         | 1,406,084                | 66.83%                   |
| 棄権者数（棄権率）         | 697,992                  | 33.17%                   |
| 有権者数                   | 2,104,076                | 100.0%                   |
| 出典: 大阪市選挙管理委員会 |                          |                          |

- 当日有権者数：2,104,076人[13]
- 投票率：66.83%

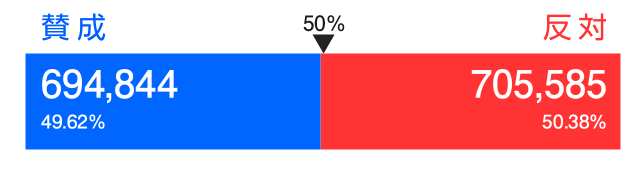
最終結果

投票状況

- 賛成：694,844票（得票率：49.6%[14]）
- 反対：705,585票（得票率：50.4%）
- 賛成と反対との差：10,741票差（総得票率中0.8%[15]）

### 区別投票結果
大阪市24区のうち、11区では賛成得票率が、13区では反対得票率が、それぞれ多い結果となった。概ね西部沿岸部と南部では反対多数となり、東部では賛否が拮抗し、大阪環状線より北東の地域では旭区を除き賛成優勢であった。賛成が反対を10ポイント以上上回った地区は環状線の真北、反対が賛成を10ポイント以上上回った地区は外縁部の端に位置し、何れもごく少数である。
| 区名                       | 有権者数  | 賛成票数 | 反対票数 | 賛成率 | 反対率 | 有効票数  | 無効票数 | 投票者数  | 投票率 | 区割り案     |
| -------------------------- | --------- | -------- | -------- | ------ | ------ | --------- | -------- | --------- | ------ | ------------ |
| 大阪市計                   | 2,104,076 | 694,844  | 705,585  | 49.62% | 50.38% | 1,400,429 | 5,655    | 1,406,084 | 66.83% | -            |
| 北区                       | 94,128    | 36,019   | 25,001   | 59.0%  | 41.0%  | 61,020    | 228      | 61,248    | 65.1%  | 北区         |
| 都島区                     | 82,237    | 30,135   | 26,671   | 53.0%  | 47.0%  | 56,806    | 205      | 57,011    | 69.3%  | 北区         |
| 福島区                     | 56,798    | 21,586   | 17,267   | 55.6%  | 44.4%  | 38,853    | 131      | 38,984    | 68.6%  | 北区         |
| 此花区                     | 54,470    | 17,597   | 18,872   | 48.3%  | 51.7%  | 36,469    | 137      | 36,606    | 67.2%  | 湾岸区       |
| 中央区                     | 71,819    | 24,336   | 20,657   | 54.1%  | 45.9%  | 44,993    | 164      | 45,157    | 62.9%  | 中央区       |
| 西区                       | 70,287    | 26,094   | 19,160   | 57.7%  | 42.3%  | 45,254    | 162      | 45,416    | 64.6%  | 中央区       |
| 港区                       | 66,673    | 21,410   | 23,351   | 47.8%  | 52.2%  | 44,761    | 172      | 44,933    | 67.4%  | 湾岸区       |
| 大正区                     | 55,159    | 16,646   | 21,211   | 44.0%  | 56.0%  | 37,857    | 131      | 37,988    | 68.9%  | 湾岸区       |
| 天王寺区                   | 54,774    | 18,327   | 20,815   | 46.8%  | 53.2%  | 39,142    | 174      | 39,316    | 71.8%  | 中央区       |
| 浪速区                     | 48,936    | 13,563   | 12,189   | 52.7%  | 47.3%  | 25,752    | 98       | 25,850    | 52.8%  | 中央区       |
| 西淀川区                   | 75,827    | 23,670   | 28,337   | 45.5%  | 54.5%  | 52,007    | 179      | 52,186    | 68.8%  | 湾岸区       |
| 淀川区                     | 138,515   | 48,566   | 38,903   | 55.5%  | 44.5%  | 87,469    | 379      | 87,848    | 63.4%  | 北区         |
| 東淀川区                   | 136,353   | 43,388   | 41,340   | 51.2%  | 48.8%  | 84,728    | 336      | 85,064    | 62.4%  | 北区         |
| 東成区                     | 61,085    | 20,689   | 20,667   | 50.0%  | 50.0%  | 41,356    | 194      | 41,550    | 68.0%  | 東区         |
| 生野区                     | 83,886    | 25,396   | 29,190   | 46.5%  | 53.5%  | 54,586    | 236      | 54,822    | 65.4%  | 東区         |
| 旭区                       | 74,371    | 23,145   | 28,048   | 45.2%  | 54.8%  | 51,193    | 209      | 51,402    | 69.1%  | 東区         |
| 城東区                     | 132,091   | 46,728   | 45,784   | 50.5%  | 49.5%  | 92,512    | 338      | 92,850    | 70.3%  | 東区         |
| 鶴見区                     | 85,852    | 29,859   | 29,752   | 50.1%  | 49.9%  | 59,611    | 222      | 59,833    | 69.7%  | 東区         |
| 阿倍野区                   | 85,354    | 30,434   | 32,446   | 48.4%  | 51.6%  | 62,880    | 254      | 63,134    | 74.0%  | 南区         |
| 住之江区                   | 100,867   | 33,184   | 36,880   | 47.4%  | 52.6%  | 70,064    | 250      | 70,314    | 69.7%  | 南区、湾岸区 |
| 住吉区                     | 123,549   | 38,623   | 45,950   | 45.7%  | 54.3%  | 84,573    | 373      | 84,946    | 68.8%  | 南区         |
| 東住吉区                   | 105,456   | 34,079   | 37,322   | 47.7%  | 52.3%  | 71,401    | 363      | 71,764    | 68.1%  | 南区         |
| 平野区                     | 155,527   | 46,072   | 56,959   | 44.7%  | 55.3%  | 103,031   | 487      | 103,518   | 66.6%  | 南区         |
| 西成区                     | 90,062    | 25,298   | 28,813   | 46.8%  | 53.2%  | 54,111    | 233      | 54,344    | 60.3%  | 中央区       |
| 出典：大阪市選挙管理委員会 |           |          |          |        |        |           |          |           |        |              |

### 期日前投票・不在者投票出口調査
告示期間が通常の選挙よりも長かったため、期日前投票は359,203票、不在者投票は9,014票、合わせて368,217票（有権者の17.50%、投票者の26.19%）と、かなり高く経過した。読売テレビの出口調査では、期日前が反対52%、賛成44%、無回答4%、5月17日が賛成52%、反対44%、無回答4%となった。なお、読売テレビ以外の出口調査では、期日前投票分が含まれていないものが多く、出口調査結果（賛成がわずかに優勢）と実際の開票結果で賛否の多数が異なることとなった。

### 性別・世代別投票出口調査
朝日新聞社と朝日放送（ABC）は、投票を済ませた有権者を対象に出口調査を実施（調査は大阪市内60カ所の投票所で実施した。有効回答は2625人）。それによると、20代（61%）、30代（65%）、40代（59%）、50代（54%）、60代（52%）の各世代で、賛成が過半数を占めた。一方、70歳以上は反対が61%で賛成を上回った。
また、共同通信社、毎日新聞社、毎日放送（MBS）、産経新聞社、関西テレビ（カンテレ）の合同出口調査（投票を終えた有権者2781人から回答）では、賛否を性別でみると、男性が賛成55・5%と上回る一方、女性は反対が52・0%と賛否が逆転する結果となった。一方、読売新聞社と読売テレビ（YTV）の出口調査（調査は市内24区の投票所計280か所で行い、投票を終えた有権者1万77人から回答） では、男性が賛成57%で反対41%を上回ったが、女性は賛成48%、反対47%と拮抗する結果となった。

### 支持政党別投票出口調査
読売・YTVの出口調査によると、国政の支持政党別の投票行動は、橋下が最高顧問を務め都構想を推進する維新の党支持層は94％が賛成。一方、反都構想を主導した自民党支持層では賛成45%、反対52%と支持層を固めきれず、4割が賛成に流れ、無党派層も賛成51%、反対47%とそれぞれ賛否が分かれた。また、民主・公明・共産の各党の支持層は反対がいずれも8割近くを占めた。朝日・ABCの出口調査でも、維新支持層は賛成が97%に達した。自民支持層は反対が58％、賛成が42%にのぼった。公明支持層は反対79%、賛成21%。共産支持層は反対88%、賛成12%とそれぞれ反対が賛成を大きく上回る。無党派層は反対が52%、賛成が48%と拮抗。共同・毎日・産経の合同出口調査でも、自民の支持層の42・7%が賛成に回った。公明支持層は反対が87・3%に上り、共産支持層は89・6%、民主支持層は77・7%がそれぞれ反対。無党派層は賛成が50.8％、反対が49.2％と賛否がほぼ拮抗。これに対し維新支持層は賛成が96・9%を占めた。
憲法改正論議で維新との連携を視野に置く自民では、大阪府連レベルでは都構想に反対してきたが、菅義偉官房長官が記者会見で「二重行政を解消するのは当然」などと、都構想に理解を示す発言を繰り返した。自民の支持層の賛否が割れた背景には、こうした事情も影響したとみられる。
橋下への支持と都構想の賛否との関係では、橋下を支持する人の89%が賛成、橋下を支持しない人の92%が反対と回答した（読売・YTVの出口調査調べ）。

### 投票した理由
読売・YTVの出口調査（選択回答方式）によると、投票した理由について賛成した理由は、「行政の無駄が削減される」が最も多い43%。次いで「大阪の経済成長につながる」（26%）、「地域に応じた政策が行える」（6%）、「住民サービスが充実する」（3%）の順だった。一方、反対する理由は「これまでの議論に納得できない」が25%で最多となり、「大阪市が無くなるから」（20%）、「行政の無駄の削減にならない」（14%）、「住民サービスに格差が生じる」（11％）が続いた。
また、朝日・ABCの出口調査（選択回答方式）では、賛成に投票した人が挙げた理由で最も多かったのは「行政の無駄減らしの面」で41％を占めた。次に多かったのが「大阪の経済成長の面」で31％だった。一方、反対に投票した人が挙げた理由で最多は「住民サービスの面」で36％。次に「橋下市長の政策だから」が26%と続いた。

## 選挙後
今回の結果を受けて、橋下は17日夜、大阪維新の会の幹事長を務める大阪府知事の松井一郎と共に記者会見し「大阪都構想は、市民に受け入れられなかったということで、間違っていたということになるのだろう。僕自身に対する批判もあるだろうし、説明しきれなかった僕自身の力不足だと思う。今の市長の任期まではやるが、それ以降は政治家はやらない。政治家は僕の人生からは終了だ」と述べ、ことし12月までの任期は全うするものの、次の市長選挙には立候補せず、政界を引退する意向を表明。また、橋下は記者団から「将来、再び政治家に戻る可能性はあるのか」と質問されたのに対し、「ない。弁護士をやる」と述べた。
また、この結果を受けて、大阪維新の会の関連団体である維新の党代表・江田憲司は18日未明、「責任を痛感している」などとして党代表を辞任する意向を表明、「希有な政治家である橋下さんを引退に追い込んだ。サポートが不十分だった。しっかりけじめをつけたい」とコメントした。その後、維新の党は19日午後に開いた両院議員総会で、江田の代表辞任を了承し、新代表に前幹事長の松野頼久を選出した。
一方、反対派各党の大阪支部の幹部のコメントは以下の通り。
- 自民党大阪市議団の柳本顕幹事長「大阪市を守らなければいけないという思いで活動してきたが、複雑な思いのなかで反対票を投じてくれた有権者に心から感謝したい。一方で、今の現状の大阪市を何とか変えたいという橋下氏を中心としたメッセージが、市民の心を揺さぶったのも事実であり、現状を見定めて、しっかりとした地に足の着いた大阪市政を取り戻すべく、今後、全力を尽くしたい」
- 公明党大阪府本部の佐藤茂樹代表「きっ抗した数字の結果として大阪市民の中に、大阪市をさらに今よりも改革してほしいという意思表示もあるということは明らかだ。私どもは表示された意思を尊重しながら、しっかりと先頭をきって役割を果たせるように頑張って参りたい」
- 共産党大阪府委員会の山口勝利委員長「大阪都構想は、大阪市を潰すことや暮らしを壊すことになり、1人の指揮官のやりたい放題になると問題を明らかにしてきた。私たちの訴えを受け止めてくれた市民、有権者に感謝を申し上げたいし、敬意を表したい」
- 民主党大阪府連の尾立源幸代表「大阪市を解体するのではなく、市の権限や財源などを強化することで改革を進めていくという、自分たちの主張が認められて感謝している。一方で、大阪市や大阪府の今の在り方ではだめだという意識を持っている人が多いのも事実だ。今後は、さまざまな場面で対立をあおるのではなく、合意形成を丁寧に図りながら、さらに改革を進めていかなければならない」

投票後、マスコミ各社で世論調査が行われ、毎日新聞の世論調査 によると、17日の投票結果について「よかったと思わない」との回答は42%で、「よかったと思う」の36%を上回った。都構想が否決されたのを受け、橋下が今年12月の任期満了で政治家を辞める考えを表明したことに関しては、政治家を「続けるべきだ」40%、引退は「妥当だ」37%と評価が分かれた。「すぐに辞めるべきだ」は8%だった。また、産経新聞とフジテレビをキー局とするFNNが行った合同世論調査 によると、「大阪都構想」が17日の住民投票で反対多数となったことを「評価しない」とする回答が46・4%となり、「評価する」の39・6%を上回った。住民投票が行われた大阪市を含む近畿ブロックでは、「評価しない」が54・9%で、「評価する」の37・7%を上回った。

### 政界の反応
「大阪都構想」の賛否を問う大阪市の住民投票が否決されたことについて、全国の知事や市長からは結果分析や橋下の引退表明への受け止めなどさまざまな声があがった。
橋下とともに「道州制推進知事・指定都市市長連合」の共同代表を務めている宮城県の村井嘉浩知事は「大阪都が軌道に乗ることがあれば、道州制に弾みがつくことは十分あると思っていた。道州制への影響は間違いなく出る」と語った。
新潟県の泉田裕彦知事は、住民投票の結果について「自治体の形を直接住民に問う今までにない機会だった」と意義を評価。自身が過去に県・市合併を視野に入れた「新潟州構想」を提唱した経緯を踏まえ、二重行政の課題は今後も残るとした上で「大阪都という形にこだわった結果、心配した層が反対したのでは」と分析した。
愛知県の大村秀章知事は、否決の結果について「大阪市役所をなくすことまでは市民が躊躇（ちゅうちょ）したのだろう」との見方を示した。自身が掲げる県と名古屋市を一体化する「中京都構想」への影響については「（大阪と）考えが全く一緒というわけではない。愛知と名古屋にふさわしい方向を今後も議論する」と語った。また、同じく「中京都構想」を提唱する河村たかし名古屋市長は「わしは、（中京都の）名前は変えてもいいと思っとる。当時の流れとして、ああなった。名古屋と大阪では、中身が違う。国が嫌がるぐらい、発言力を持った大きな街にする必要がある」と持論を展開するにとどまった。
和歌山県の仁坂吉伸知事は「大阪市のあり方が議論され、より活性化されることは関西や和歌山のためには良いことだ」と述べた。神戸市の久元喜造市長は「大阪市民が市の存続を願った結果で、二重行政の問題に引き続き向き合うことになる」と語った。
大阪都構想を巡って、橋下と対立した堺市の竹山修身市長は「改革を一気呵成（かせい）にやろうと急ぎ過ぎた。しっかり検証していないのでは」と指摘。一方で「改革意欲は素晴らしかった。そのマインドは堺市でも生かしていきたい」とも語った。同様に反維新の八尾市の田中誠太市長は「今回の議論が無駄とならないよう、改めて大阪府が広域自治体としてどのような役割を果たすのか、府と協議していきたい」とコメント。反維新団体には属さないものの、都構想には反対の立場の吹田市の後藤圭二市長は「大阪市民が市の自治を守る必要性を冷静に判断した」と表明した。
東京都の舛添要一知事は「住民の生活や町が良くなる方向に首長が努力すればいい話。都は制度いじりをしている暇はない」と指摘した。

## 選挙特別番組
いずれも投票日当日（2015年5月17日）の放送。

### テレビ
地上波
- Mr.サンデー（フジテレビ・関西テレビ（カンテレ）共同制作、FNN系列全国ネット）
  - この日の放送では、番組内容をすべて「大阪市特別区設置住民投票」の開票速報に充て、L字画面を用意し、L字画面内で関西テレビ（カンテレ）の独自調査によるリアルタイムの開票状況をCGの棒グラフで表示。また、選挙戦の最中や投開票日の大阪市内の様子や番組キャスターの宮根誠司が橋下を訪ねる様子などのVTR、大阪維新の会本部・自民党大阪府連・投票所等にカンテレのアナウンサー・記者からのレポートを交えて放送した。
- ten.特番 速報!大阪の決断〜“都構想”住民投票の行方〜（読売テレビ（YTV）、関西ローカル）
- VOICEスペシャル 決戦の日 どうなる?大阪のかたち・未来（毎日放送テレビ（MBS）、関西ローカル）
- 最終決戦「大阪都構想」〜住民投票 市民の審判〜（朝日放送テレビ（ABC）、関西ローカル）
- NHKニュース
  - 21:49の「NHKスペシャル」放送終了から23:27まで放送（全国）、『サンデースポーツ』は放送時間を短縮（関西地区は休止）、『ダウントン・アビー』は放送休止で対応。
- また、テレビ大阪（TVO）は特別番組こそ編成しなかったが、5分間のニュースにおいて「大阪市特別区設置住民投票」の結果を伝えた。

BS
- 週間報道LIFE（BS-TBS）

### ラジオ
- ラジオ大阪では、『水谷ひろしのOSAKA歌謡ウェ〜ブ』放送中の20:00から2分間、投票関連のニュースを放送。その後、24:00から1時間『特別番組 大阪都構想住民投票結果判明』を放送。
- MBSラジオでは、25:00から5分間『大阪市住民投票開票結果』として、開票結果を放送。ABCラジオでは、25:30から5分間『ABCニュース』を特別に編成し、開票結果を放送。なおMBSは25:00に、ABCは25:30にそれぞれ放送休止に入るがこの日のみ、放送時間を5分延長した。